# Poa arechavaletae
Poa arechavaletae är en gräsart som beskrevs av Parodi. Poa arechavaletae ingår i släktet gröen, och familjen gräs. Inga underarter finns listade i Catalogue of Life.